# 풋살 보이즈!!!!!
《풋살 보이즈!!!!!》(일본어: フットサルボーイズ!!!!!)는 반다이 남코 엔터테인먼트와 디오미디어에 의한 일본의 미디어 믹스 작품이다. 애니메이션은 디오미디어에서 만들어 도쿄 MX 등에서 2021년 1월 9일부터 3월 27일까지 방영되었다.

## 등장인물

### 코요 학원 고교
야마토 하루 (大和 晴)
성우 : 타카라 료타, 키무라 하루카 (유년 시절)
사카키 세이이치로 (榊 星一郎)
성우 : 이시모리 슈토
츠키오카 토이 (月丘 柊依)
성우 : 요시와라 코헤이
유키나가 츠바키 (幸永 椿貴)
성우 : 야마구치 료타로
나구모 류 (南雲 竜)
성우 : 후루타 카즈키
아마가도 타이가 (天門 泰雅)
성우 : 사카이 야스나오
우사미 사토루 (宇佐美 智)
성우 : 야마시타 세이이치로

### 아달베르트 학원 고등부
카시라기 루이 (樫良木 ルイ)
성우 : 미네타 히로무
유우키 신 (結城 心)
성우 : 아라이 유야
쿠가 타쿠미 (久我 巧生)
성우 : 무라카미 사토루
카자닌 카이토 (花山院 快斗)
성우 : 바바 준페이
쿄고쿠 세이 (京極 聖)
성우 : 미야세 나오야
후타바 토모에 (二葉 ともえ)
성우 : 야마모토 토모야

### 모모미 고교
코모리 노조미 (昂守 希)
성우 : 사쿠마 타카오
소고 나츠키 (十河 夏輝)
성우 : 치바 미즈키
아이바 쿄스케 (相庭 京介)
성우 : 우라 카즈키
하나무라 리오 (花村 理央)
성우 : 타다 케이타
쿠라마 유키마루 (鞍馬 雪丸)
성우 : 카미무라 미나토

### 아마노가와 학원 고교
키류 렌 (桐生 蓮)
성우 : TAKA
시라카와 슌 (白河 瞬)
성우 : 오카 노부아키
타치바나 토고 (橘 藤吾)
성우 : 오오미 쇼이치로
이마조노 아야토 (今園 彩人)
성우 : 모리나가 아야토
미나세 아사 (水無瀬 亜佐)
성우 : 사이토 켄리→키쿠치 타케루
아키즈키 소야 (秋月 奏夜)
성우 : 츠다 타쿠야

### 오카잔 학원 고등부
아사히나 아오 (朝比 奈碧)
성우 : 오쿠야마 케이토
텐노지 토키나리 (天王寺 刻成)
성우 : 카와시마 요시츠구
세라 류타로 (世良 龍太朗)
성우 : 시모카와 소스케
미나세 료스케 (水無瀬 涼佑)
성우 : 이시이 타카히데
가르시아 에밀리오 (ガルシア・エミリオ)
성우 : 코즈카 료스케
하스미 사쿠 (蓮美 朔)
성우 : 키즈 츠바사